# Peter Meven
 Peter Meven, né le 1er octobre 1929  à Cologne et mort le 30 août 2003 à Waldorf près de Blankenheim (Rhénanie-du-Nord-Westphalie), était un chanteur d'opéra (basse) allemand.

## Biographie
Originaire de Cologne, Peter Meven s’est d’abord tourné vers les Beaux-Arts, plus particulièrement la sculpture qu’il a étudiée à Cologne et à Vienne. À Cologne, il est entré dans les ateliers municipaux comme sculpteur de théâtre et parallèlement a commencé ses études de chant avec le professeur Blasius.
Premiers engagement comme chanteur : Hegen, Mayence et Wiesbaden. Dès 1964, il entre comme basse au Deutsche Oper am Rhein à Dusseldorf, théâtre dans lequel il a été membre permanent. Comme artiste invité, il se produisait régulièrement à Hambourg, Stuttgart, Berlin, Vienne ainsi qu’à Paris, Genève, Rome, San Francisco, Buenos Aires et au Festival de Salzbourg, d'Édimbourg, au Mai Florentin…
Ses rôles de prédilection étaient Hans Sachs (Les Maîtres Chanteurs de Nuremberg), Gurnemanz, Rocco, Boris, Philippe II.